# ولید شدیره
ولید شدیره (انگلیسی: Walid Cheddira؛ زادهٔ ۲۲ ژانویهٔ ۱۹۹۸) بازیکن فوتبال است.
از باشگاه‌هایی که در آن بازی کرده‌است می‌توان به باشگاه فوتبال اتلتیکو آرتزو اشاره کرد.